# Gare de Boulogne-Ville
Pour les articles homonymes, voir Gare de Boulogne.
La gare de Boulogne-Ville, également appelée la gare de Boulogne-sur-Mer, est la principale gare ferroviaire de Boulogne-sur-Mer, sous-préfecture du département du Pas-de-Calais, en région Hauts-de-France. Elle est située dans le sud de la ville, dans le quartier de Bréquerecque.
Elle est mise en service en 1962. C'est une gare de la Société nationale des chemins de fer français (SNCF), desservie par des trains des réseaux TGV inOui, TERGV et TER Hauts-de-France.

## Situation ferroviaire
Établie à 13 mètres d'altitude, la gare de Boulogne-Ville est située au point kilométrique (PK) 253,467 des lignes de Longueau à Boulogne-Ville (après la gare de Pont-de-Briques et l'ancien triage d'Outreau) et de Boulogne-Ville à Calais-Maritime (avant le tunnel de Hauteville et la gare de Boulogne-Tintelleries), dont elle assure la jonction.

## Histoire

### La gare de Capécure
En 1845, Pierre-Dominique Bazaine, ingénieur en chef de la Compagnie du chemin de fer d'Amiens à Boulogne, présente un projet pour la station principale de Boulogne-sur-Mer. L'emplacement choisi, un terrain inoccupé et propriété de la ville, se trouve dans le quartier de Capécure, au lieu-dit « Champ de manœuvres ». Ce lieu est choisi car, situé en face de la ville, il dispose d'un port où les navires pourront directement débarquer leur cargaison dans les wagons, notamment la houille et le bois de construction, évitant ainsi les coûts de transbordement. C'est également un site intéressant pour les voyageurs, car un pont en pierre devrait relier la gare au quartier le plus peuplé de la ville. Ce pont, avec écluses, bief et pont-levis, qui vient d'être autorisé par une loi, doit également permettre la création d'un bassin à flot pour des navires de fort tonnage.

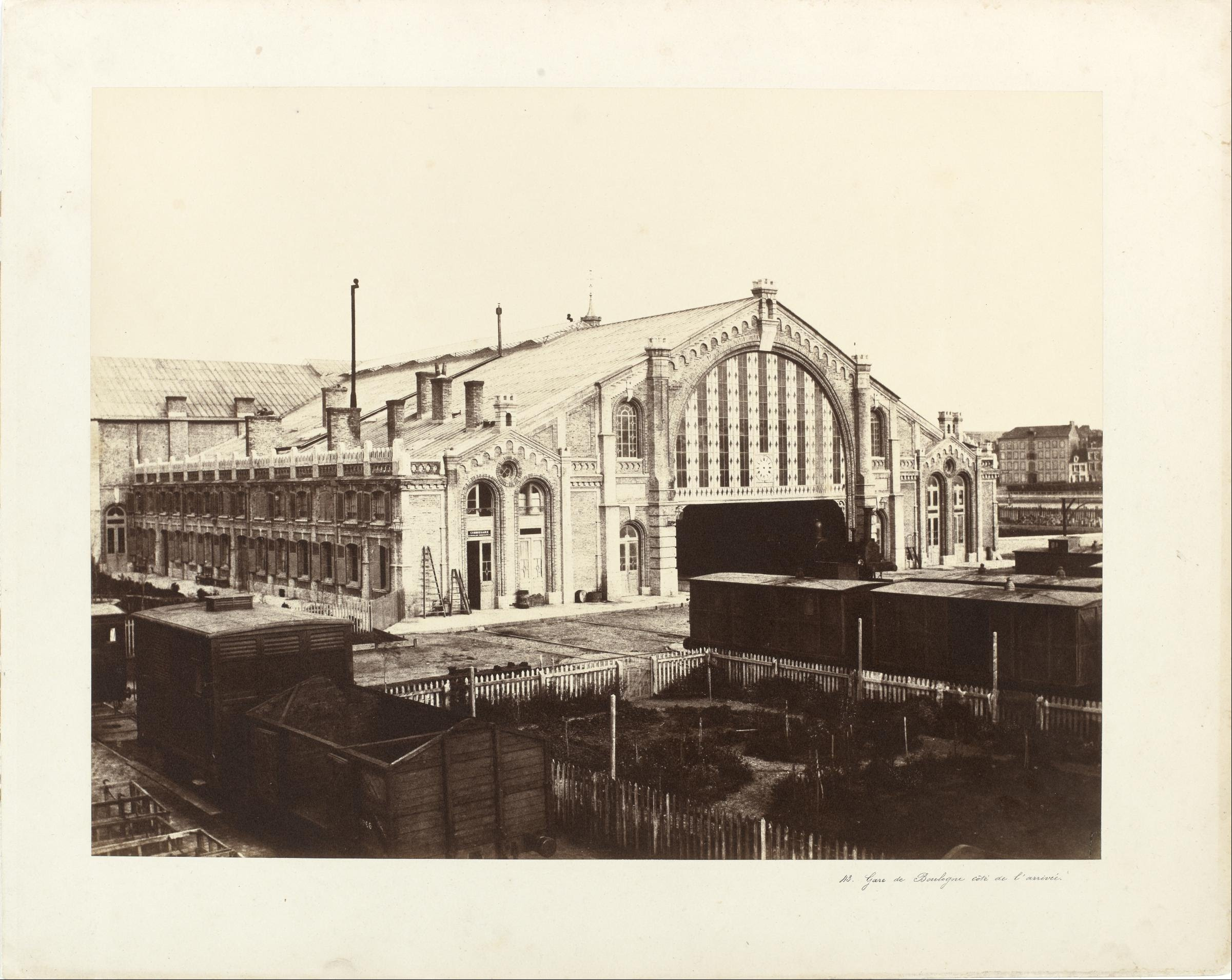
La première gare de Boulogne, photographiée par Baldus en 1860.

Cette première gare est construite en 1855, à moins d'un kilomètre de la gare maritime (mise en service en 1875), sur la rive gauche de la Liane ; son emplacement est désormais occupé par le casino et de la tour Damrémont,.
La gare est alors située sur la ligne Paris – Amiens – Boulogne, et fait partie des nombreux projets d'aménagement qui accompagnent la croissance de la ville et le développement du tourisme balnéaire à Boulogne au XIXe siècle.
En juin 1857, la Compagnie des chemins de fer du Nord prévoit un prolongement de la ligne vers Calais, où le train se détacherait de la ligne entre les stations de Neufchâtel et de Pont-de-Briques, ce que conteste la ville de Boulogne, qui juge inacceptable que les trains en direction de Calais ne passent pas par la gare de Boulogne. Elle obtient finalement gain de cause, en 1861 ; ces trains partent ainsi de la gare de Boulogne, en direction de Paris, et sont déviés quelques centaines de mètres plus loin pour repartir vers le nord, via le pont en pierre sur la Liane.
La gare de Boulogne-Ville était également reliée à Saint-Omer par l'intermédiaire d'un embranchement se détachant, à Hesdigneul, de la ligne d'Amiens.
Gare importante marquée par le passage des trains à destination de l'Angleterre (nécessitant une correspondance maritime), elle est détruite durant la Seconde Guerre mondiale,.

### La gare actuelle
La gare actuelle, inaugurée le 28 juin 1962, est construite en béton armé sur les plans de l'architecte Vivien, sur la rive droite de la Liane, dans le quartier de Bréquerecque, à deux kilomètres du centre-ville.
Elle se trouve en bordure de l'ancien cours de la Liane, tout près du tracé initial de la ligne de chemin de fer empruntée par les trains à destination de Calais, en direction du tunnel de Hauteville,. Par ailleurs, les trains continuent de passer à l'emplacement de l'ancienne gare pour desservir la gare maritime, jusqu'à la fermeture de cette dernière.
La gare garde une certaine importance pendant plusieurs années, desservant de nombreuses relations nationales et internationales. L'ouverture de la LGV Nord (ligne TGV Paris – Lille – Calais) et ses trains Eurostar vont néanmoins freiner ce succès, provoquant le détour des passagers en provenance ou à destination de l'Angleterre, et la fermeture de la courte ligne ferroviaire permettant d'atteindre Boulogne-Maritime.
En 2000, la gare inaugure le premier service régional à grande vitesse de France (le TERGV) avec la ligne Boulogne-Ville – Lille-Europe via Calais-Fréthun en 55 min. Cette liaison a depuis été prolongée jusqu'à Rang-du-Fliers-Verton d'un côté (les trains continuant en tant que TGV — c'est-à-dire sans tarification régionale — jusqu'à Paris-Nord de l'autre), et rencontre un succès important.
Jusqu'en juin 2007, des trains Corail spéciaux roulaient sur la ligne Boulogne – Amiens – Laon – Reims ; ils étaient accessibles aux écoles voulant aller à Nausicaá. Toutefois, un TER Laon – Boulogne aller-retour (train ouvert à tous les types de clientèle, avec correspondance à Laon depuis ou vers Reims) est rétabli à partir de 2018, uniquement les week-ends et jours fériés en été.
De 2002 à 2019 (année où le terminus à Calais-Ville est rétabli, partiellement dès septembre), la gare est la tête de ligne des trains — ex-Intercités — à destination de Paris-Nord via Amiens. D'une manière générale, la fonction de terminus de cette gare devenant beaucoup moins fréquente à la fin de la même année, la SNCF a annoncé que l'« annexe Traction » de Boulogne doit alors être fermée pour être transférée à Calais (entraînant la mutation des cheminots concernés) ; ces mutations sont finalement reportées d'un an.
En 2023, la SNCF estime la fréquentation annuelle de Boulogne-Ville à 971 882 voyageurs.

## Service des voyageurs

### Accueil
Gare de la SNCF, elle dispose d'un bâtiment voyageurs, avec guichets, ouvert tous les jours. Elle est équipée d'automates pour l'achat de titres de transport. C'est une gare disposant d'aménagements, d'équipements et services pour les personnes à la mobilité réduite.
Un souterrain permet la traversée des voies et le passage d'un quai à l'autre.

### Desserte
Boulogne-Ville est desservie par des trains régionaux du réseau TER Hauts-de-France, vers Calais-Ville, Étaples-Le Touquet, Rang-du-Fliers-Verton, Amiens et Paris-Nord, mais également Laon en été.
La gare est également sur le trajet des TGV inOui (accessibles en tarification TERGV) qui relient Rang-du-Fliers à Paris-Nord via Étaples-Le Touquet, Boulogne-Ville, Calais-Fréthun, Lille-Europe et Arras.
Par ailleurs, le diocèse d'Arras affrète une rame TGV à l'occasion du pèlerinage à Lourdes.

Installations et desserte
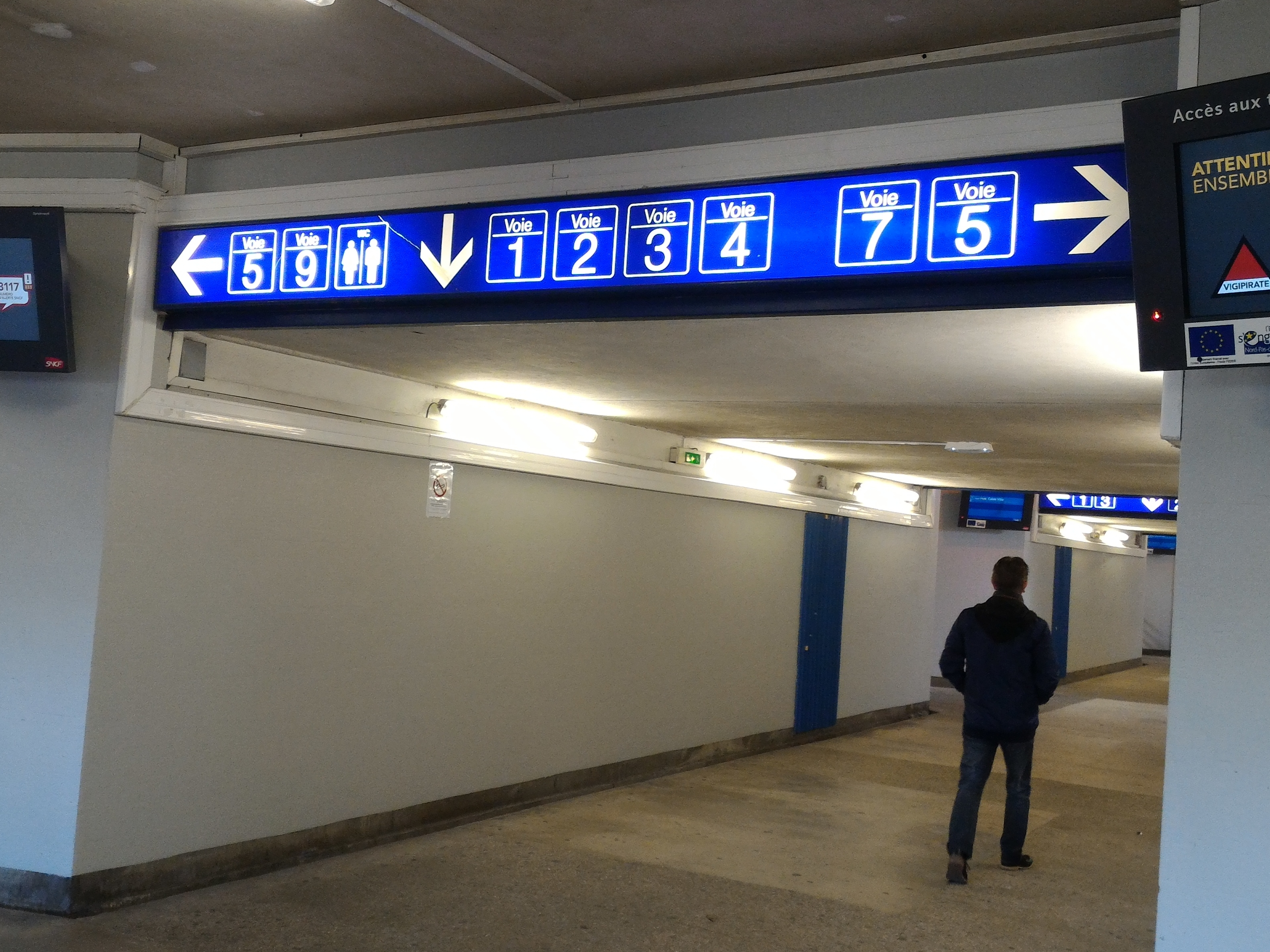
Le souterrain d'accès aux quais.
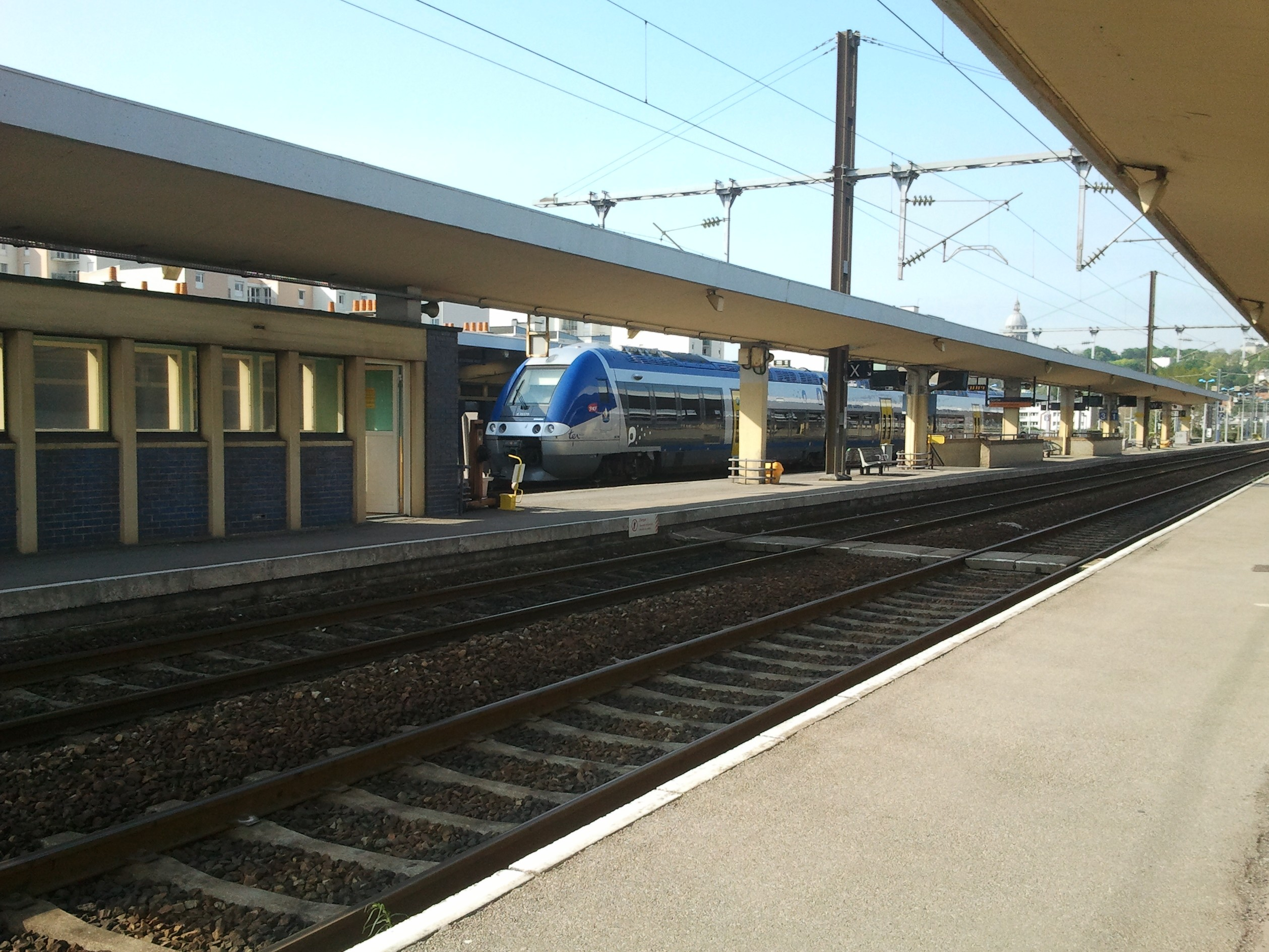
Voies et quais.
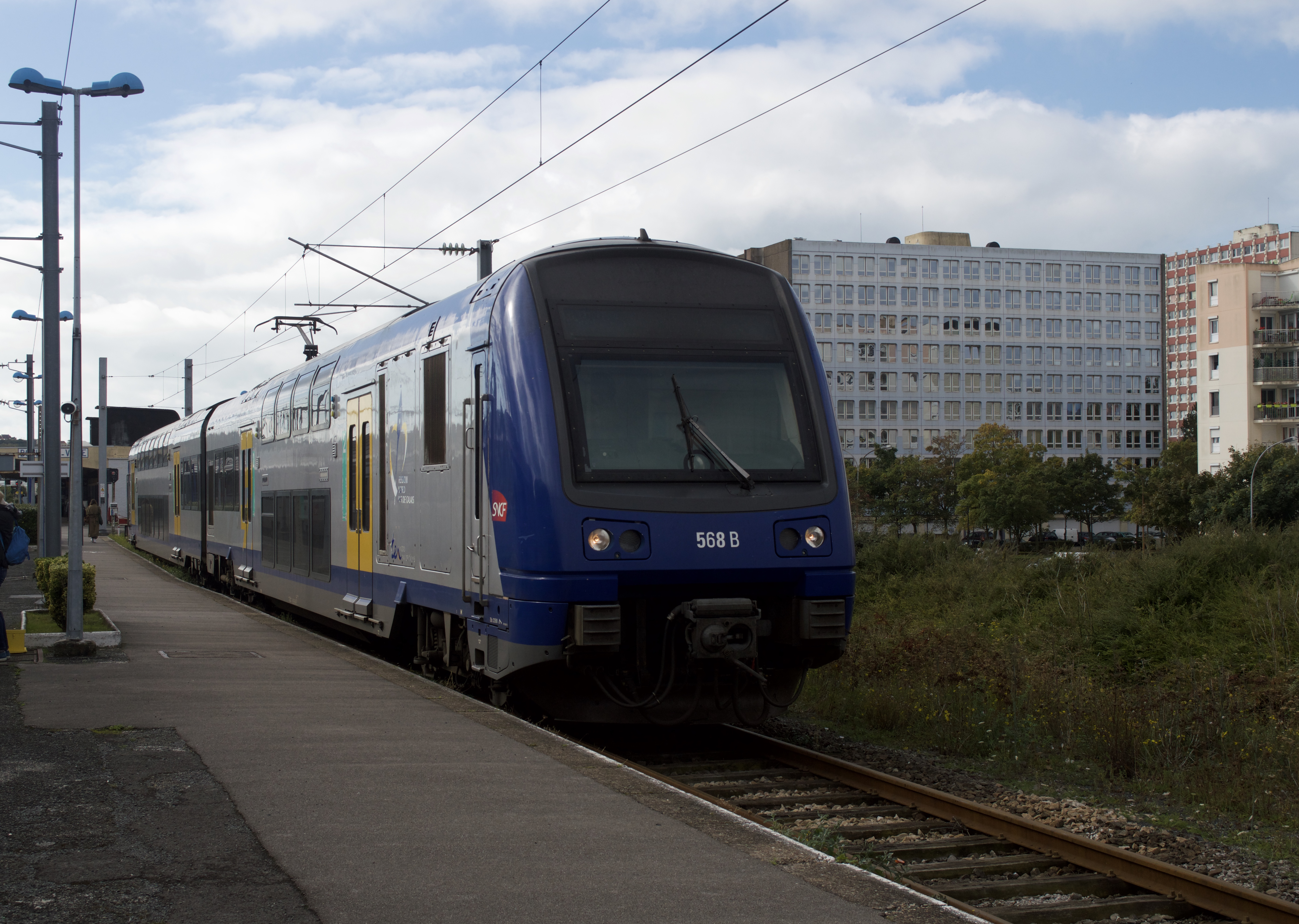
Un TER (Z 23500), stationné en gare.

### Intermodalité
La gare est desservie par les autobus des lignes A, C, E, F, H, I, K2 et O du réseau Marinéo, à l'arrêt Gare SNCF. Elle est également desservie par la ligne 427 du réseau interurbain Oscar.
Un parking est aménagé près du bâtiment voyageurs.